# Ebenales
Ordre
Classification APG II (2003)
Classification APG III (2009)
Les Ebenales sont un ordre de plantes dicotylédones.
En classification classique de Cronquist (1981) il comprend 5 familles :
- famille Ébénacées, famille de l'ébène
- famille Lissocarpacées
- famille Sapotacées
- famille Styracacées
- famille Symplocacées

En classification phylogénétique APG II (2003) et classification phylogénétique APG III (2009) cet ordre n'existe pas.